# 元山 (MLS-560)
元山（ウォンサン、朝鮮語: 원산）は、大韓民国海軍の機雷敷設艦である。当初は、更に同型艦2隻の建造が検討されていたが、これは実現しなかった。
船体規模や配置は海上自衛隊の機雷敷設艦「そうや」と同様であり、船体後部に機雷を300個収容できると見られている機雷庫と敷設装備を備える。また機雷敷設任務以外に、掃海母艦や練習艦として活動することもある。更に76mm単装砲や40mm連装機関砲、対潜魚雷発射管を備え、コルベット相当の砲熕兵装と対潜兵装も有し、有事には哨戒任務も担うと思われる。
船体後部にはCH-53Eの発着にも対応したヘリコプター甲板があるが、格納庫は無い。左舷にLCVP型揚陸艇を1隻搭載している。